# Bessemer Trust

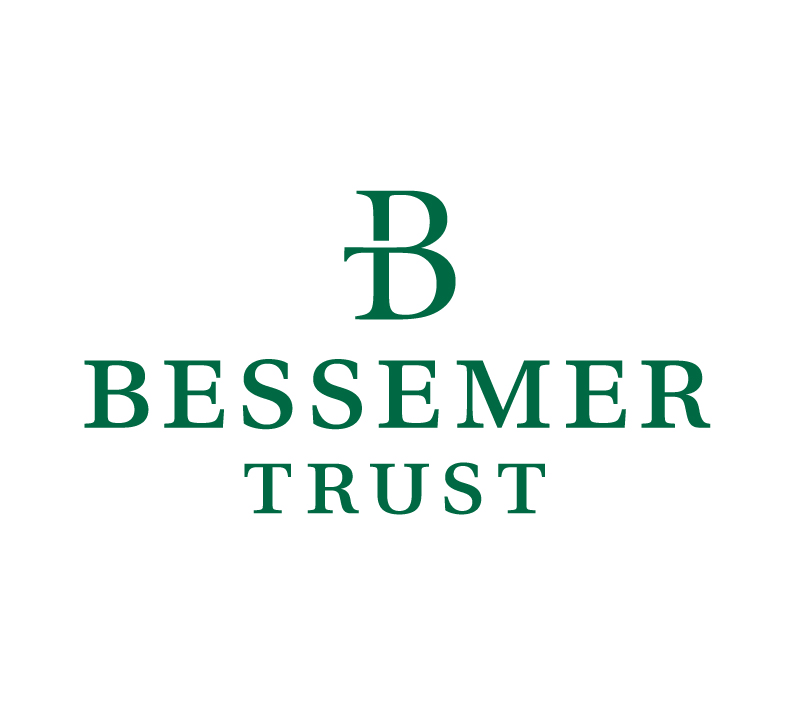
Logo de Bessemer Trust

Bessemer Trust es una firma de planificación y asesoramiento financiero y consultora de inversión establecida en 1907 por Henry Phipps, un socio de Andrew Carnegie en la Carnegie Steel Company. De 1907 hasta 1974 la compañía manejó los activos de la familia Phipps y era encabezada por un miembro de la familia. Fue clasificada por FundFire como la firma de manejo de riquezas número uno en los Estados Unidos.
En 1974, la experiencia desarrollada por la Bessemer Trust Company le permitió tomar otros clientes mediante la creación de un banco nacional con sede en Nueva York. En 1985, el negocio se expandió a las Islas Caimán a al año siguiente abrió una oficina en Londres (Inglaterra). A mediados de los años 1990, Bessemer Trust abrió filiales en California en Los Ángeles y San Francisco y luego, en 2001, en Dallas (Texas).
El actual presidente del consejo de administración de Bessemer Trust es el tataranieto de Henry Phipps, Stuart S. Janney, III, quien sucedió a Ogden Mills Phipps en 1994.
Bessemer Trust es actualmente un patrocinador de la Breeders' Cup Juvenile, parte de la serie anual Breeders' Cup de carreras de caballos.